# Aa Mølle
Aa-Mølle er en ca. 500 år gammel fredet vandmølle beliggende ved Nissum Bredning. Den er en af de bevaringsværdige gamle møller, som Nationalmuseet har fredet. Møllen malede for sidste gang i 1953. 
Møllens historie går tilbage til 1400-tallet, da priorinden på Gudum Kloster ønskede en mølle. Den ældste mølle var en underfaldsmølle, som blev skyllet bort under et voldsomt tøbrud i 1829 og genopført som en brystfaldsmølle. 
Den bevaringsværdige mølle blev købt af Nationalmuseet i 1961 og siden overdraget til Lemvig museum og i 1978 overtog foreningen Danske Møllers Venner Aa-Mølle. 
I forbindelse med en restaurering af møllen og anlæggelse af en ny Møllesø er der etableret en overfaldsmølle. Møllen har på det ene hjul et gangtøj, der repræsenterer den gamle romerske trækform (Beigthon Drive).
I 1995 nedsætter Gudum sogneforening et udvalg, der i samarbejde med Danske Møllers Venner gik i gang med planlægningen af og restaureringen af Aa-Mølle. Dette arbejde stod færdigt i 1999.
Møllen er beliggende i Gudum Sogn på Remmerstrandvej 188, 7620 Lemvig.

## Møllen i dag
Foruden at trække en melkværn, trækkes der også ved undertræk en skallekværn(gruben). Det andet vandhjul driver også en kværn på kværnloftet, gennem et 2 trinsovertræk med en del af gangtøjet anbragt på gearloftet over hanebjælkerne.
Dette gangtøj trækker desuden en valse og et hejseværk samt i nederste etage en melsigte.